# Marta García Renart
Marta García Renart, nacida en Ciudad de México en 1942, es pianista, compositora, y docente. Ha participado en numerosos festivales, como el Festival Internacional Cervantino o el de Música Nueva "Manuel Enriquez". Fue pianista en Residencia del Festival de Música de Cámara de San Miguel de Allende de 1985 a 2005, tocando con los cuartetos Fine Arts, Manhattan, Lark, Ying, y el Cuarteto Latinoamericano.

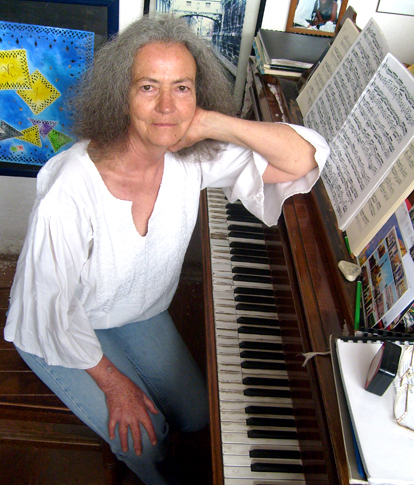
Marta García Renart en su estudio.

### Trayectoria
Tuvo por maestros a Elizabeth Hartmann, Baltasar Samper, Francisco Agea, Pedro Michaca, Bernard Flavigny. En 1959 es becada al Curtis Institute of Music de Filadelfia donde estudia con Eleanor Sokoloff y Rudolf Serkin, graduándose en 1963. Durante sus estudios en el Curtis, fue la acompañante de la cátedra de violoncello de Orlando Cole y Leonard Rose, con el que dio un recital en 1963. De 1963 a 1967 fue becada al Mannes College of Music de Nueva York, trabajando análisis musical con Carl Schachter.
Ha tocado en EE. UU., Cuba, El Salvador y en casi todos los estados de México. Ha sido maestra en el Centro Cultural El Nigromante de San Miguel de Allende desde 1986 hasta la fecha. Fue directora de la Massa Coral del Orfeò Català de México de 1969 a 1980. En 1993 obtuvo la beca "Compositora con Trayectoria" de CONACULTA, Querétaro. Entre otros reconocimientos Marta García Renart obtuvo el premio a la "Excelencia 1999" con el programa de radio Sobre Música, Músicos... y Algo Más... mismo que condujo en vivo desde la Ciudad de Querétaro desde abril de 1998 hasta marzo del 2002.
Marta García Renart ha dado conciertos tanto en el Carnegie Hall, de Nueva York, como en el Templo de Tingüindín, Michoacán. Es madre de Mara Tillett, Cora Tillett, y Marco Tillett.

### Grabaciones
En 1977 grabó para Voz Viva de México de la UNAM, el LP "Música para Niños" con la soprano Thusnelda Nieto con canciones escritas especialmente para ellas y en 1984 graba junto a Adrián Velázquez Música Mexicana para cuatro manos, con obras dedicadas al Dúo Velázquez-García Renart. El éxito de Las Bicicletas, título del CD que grabó en junio de 1999, logró la segunda impresión al mes de su lanzamiento. La mezzo soprano Encarnación Vázquez incluye en su CD "Canciones de Luna" su Enigma Lunar. Su Trío "Huellas" ha sido interpretado en varias ciudades de EE. UU. por el Trío de Cámara de Corpus Christi, Texas. Es fundadora del Trío Sagitario, y Trío Mavros, ganando el Segundo Concurso Nacional de Música de Cámara, en noviembre de 1999. En agosto del 2002 aparece el CD Espectros del Siglo XX, con el Trío Mavros, disco que se realizó gracias a la beca otorgada por CONECULTA.
En octubre de 2002 realiza, por encargo de la Escuela de Laudería, el CD "Molinos" junto al violinista Jorge Risi, con el que ha dado numerosos recitales y cursos de música de cámara, incluyendo las 10 Sonatas de Beethoven y las 3 de Brahms en diversos estados de la República Mexicana. También forma parte, con el pianista Manuel González, de un Dúo, ofreciendo recitales a dos pianos en varios foros con gran aceptación. En marzo de 2004 es estrenada por la Camerata del Sol de Corpus Christi, Texas, Variaciones para oboe, fagot y piano, y en abril dentro del Festival Coral Cantat IV "Afanes en Zapatos" por el Ensamble Vocal Vittoria. Las dos obras fueron hechas por encargo. En septiembre de ese mismo año, obtiene junto con el pianista Fausto Castelo, una beca de CONACULTA para grabar un CD de música para piano a cuatro manos del siglo XX y XXI.

### Docencia
Fue Pianista en Residencia del Festival Internacional INSTRUMENTA Puebla 2003 y 2004.
En junio del 2005 y 2006 es Pianista en Residencia en el 1.er Festival de Música de Cámara de Aguascalientes y participa en el Segundo Encuentro de Música de Cámara en Chihuahua.
Entre sus alumnos se encuentran la compositora Georgina Derbez, el pianista y compositor Jorge Isaac González Prieto, el violinista y compositor Juan Ramón Meza y el compositor y pianista Luis Obregón.

### Compositora
Su interés por la composición comenzó a los seis años al iniciar sus estudios de piano, cuando compuso una canción de cuna a su hermana recién nacida, según dice Marta García: “En ese momento me inicié. Me gustó que de la nada me surgiera algo dedicado a alguien querido, y que pudiera expresar lo que yo deseaba a través de la música”. Posteriormente, realizó improvisaciones a lado de su hermano mayor, quien tocaba el violonchelo.
Su repertorio abarca cerca de treinta y cinco obras, preferentemente para piano, canciones y ensambles de cámara. En 1973 se integró a la Liga de Compositores de Música de Concierto de México.

#### Catálogo de obras
El Catálogo de obras compuestas por Marta García Renart ha sido presentado en diversas publicaciones por Eduardo Soto Millán, Clara Meierovich y Gabriel Pareyón:
1958
- Oración, para piano.
- Preludio, para piano.
- Vals manifiesto, para piano.

1967
- Motivo, para soprano y trío de cuerdas, texto de Cecilia Meireles.

1973
- Nueve poemas de niños, para voz y trío de cuerdas, textos de niños de habla inglesa.
- Nueve poemas de niños, versión para voz y piano, textos de niños de habla inglesa.

1976
- Momentos de espera, para piano.
- Tres momentos, [null para] piano (obra grabada y publicada por la Liga de Compositores de Música de Concierto de México).
- Momentos de espera, para voz y piano, texto de Marta García Renart.

1977
- Les ones, para coro mixto, texto de Laura García Renart.

1979
- Cinco miniaturas, para flauta y piano (obra publicada por la Liga de Compositores de Música de Concierto de México).
- Suite haendeliana, para oboe y piano.
- Dos piezas, para piano a cuatro manos (obra grabada).

1982
- Palabras, para voz y piano, textos de Ida Vitale.

1983
- Marzo, para dos voces y orquesta de cámara, texto de Laura García Renart.

1987
- Nace de nadie el río, para voz y piano, texto de José Manuel Pintado.

1989
- Temperamentos, para violín, clarinete y violonchelo y piano.
- Pieza, para dos pianos.

1990
- Danza y elegía Maserot, para flauta y piano.

1991
- El Arcángel Miguel, para voz, dos flautas y violonchelo.

1992
- Jornada, piano a cuatro manos, flauta, narrador y movimiento, texto de Marta García Renart.
- La mandrágora, para voz y clavecín, textos de Nicolás Maquiavelo.
- La mandrágora, para flauta y piano.

1993
- 21 rondas infantiles y una melodía cora, para piano.
- “El nahual”, para voz y piano.

1994
- Aires, para violín y piano.

1995
- Enigmas, para voz y piano, textos de Sor Juana Inés de la Cruz.
- Cinco escenas, para guitarra.
- Tema y variaciones, para piano.
- Ausencias, para flauta y piano, textos de Ana María Richter.

1997
- Nudos y líneas, para flauta, clarinete, violonchelo y recitante, texto de Marta García Renart.
- Seis rondas infantiles, arreglo de 6 de las 21 rondas infantiles para flauta, clarinete, violín, violonchelo y piano.

1998
- Trio bagatélico, para clarinete, violonchelo y piano.

1999
- Seis rondas infantiles, arreglo de 6 de las 21 rondas infantiles para flauta, oboe, clarinete, violín, violonchelo y piano.

- Cantos de Luna y de Cuna, para voz y piano.

2006
- La olla de las once orejas, ópera mínima de bolsillo, textos de Marta García Renart. (Obra grabada).

'